# Liste der denkmalgeschützten Objekte in Premstätten
Die Liste der denkmalgeschützten Objekte in Premstätten enthält die 12 denkmalgeschützten, unbeweglichen Objekte der Gemeinde Premstätten im steirischen Bezirk Graz-Umgebung.

## Denkmäler
| Foto |                 | Denkmal                                                                                       | Standort                                              | Beschreibung | Metadaten |
| ---- | --------------- | --------------------------------------------------------------------------------------------- | ----------------------------------------------------- | --- | --- |
| BW   | Datei hochladen | Hügelgräber im Kaiserwald HERIS-ID: 60257 Objekt-ID: 72427                                    | Kaiserwald Standort KG: Bierbaum                      | Im Kaiserwald befinden sich mehrere Gruppen von insgesamt ca. 120 Hügelgräbern aus römischer Zeit (1. und 2. Jhdt.), die ab 1935 archäologisch erschlossen wurden. Es handelt sich bei der Bestattung von Ascheurnen mit Grabbeigaben in Grabkammern, um die künstliche Hügel aufgeschüttet wurden, um eine Tradition, die im Ostalpenraum seit der Hallstattzeit bekannt ist. Die Dekorformen der keramischen Grabbeigaben weisen Kontinuität zur Latènezeit auf. Anmerkung: größerer archäologischer Komplex, befindet sich auch in anderen KGs, sowie in Dobl-Zwaring, Wildon und Wundschuh | BDA-Hist.: Q38091282 Status: Bescheid Stand der BDA-Liste: 2025-06-30 Name: Hügelgräber im Kaiserwald GstNr.: 88, 89, 92, 93, 94 Hügelgräber im Kaiserwald                                                                         |
| ja   | Datei hochladen | Hügelgräber im Kaiserwald HERIS-ID: 59054 Objekt-ID: 70017                                    | Kaiserwald Standort KG: Hautzendorf                   | siehe KG Bierbaum | BDA-Hist.: Q38085706 Status: Bescheid Stand der BDA-Liste: 2025-06-30 Name: Hügelgräber im Kaiserwald GstNr.: 22 Hügelgräber im Kaiserwald                                                                                         |
| ja   | Datei hochladen | Hügelgräber im Kaiserwald HERIS-ID: 59056 Objekt-ID: 70019                                    | Kaiserwald Standort KG: Laa                           | siehe KG Bierbaum | BDA-Hist.: Q38085726 Status: Bescheid Stand der BDA-Liste: 2025-06-30 Name: Hügelgräber im Kaiserwald GstNr.: 68, 102, 103, 104, 105, 106, 107, 108, 121, 122, 142 Hügelgräber im Kaiserwald                                       |
| ja   | Datei hochladen | Wohnhaus, ehem. Gemeindeamt HERIS-ID: 97550 Objekt-ID: 113358                                 | Hauptstraße 136 Standort KG: Oberpremstätten          | Das Gebäude hat eine Biedermeierfassade mit Fächermuster. | BDA-Hist.: Q37770059 Status: Bescheid Stand der BDA-Liste: 2025-06-30 Name: Wohnhaus, ehem. Gemeindeamt GstNr.: .38/2 |
| ja   | Datei hochladen | Gartenhaus HERIS-ID: 97538 Objekt-ID: 113345                                                  | Tobelbader Straße 26 Standort KG: Oberpremstätten     | Im Garten von Schloss Premstätten befindet sich ein spätbarockes Gartenhaus mit Mansarddach. | BDA-Hist.: Q37770030 Status: Bescheid Stand der BDA-Liste: 2025-06-30 Name: Gartenhaus GstNr.: .5 Schloss Premstätten Gartenhaus                                                                                                   |
| ja   | Datei hochladen | Schloss Premstätten HERIS-ID: 37350 Objekt-ID: 36464                                          | Tobelbader Straße 30 Standort KG: Oberpremstätten     | Ein Vorgängergebäude von Schloss Premstätten wird 1164 erwähnt, das heutige Gebäude stammt aus der zweiten Hälfte des 17. Jahrhunderts. Es ist ein dreigeschoßiger Vierflügelbau um einen Arkadenhof, die Schauseite befindet sich im Osten und ist mit einem Dachreiter, einem geschwungenen Giebel und einer Altane hervorgehoben. Die Fassaden sind mit Pilastern gegliedert, die an den Ecken zu Doppelpilaster werden, zwischen ersten und zweiten Obergeschoß ist ein umlaufendes Gesims. Einige Räume weisen noch Rokoko-Stuck auf. Die Schlosskapelle wurde 1774 geweiht. Im Inneren ist sie mit venezianisch beeinflussten Wand- und Deckenmalereien ausgestattet, der Tabernakelaltar mit zwei knieenden Engelsfiguren stammt von Veit Königer. | BDA-Hist.: Q2242983 Status: Bescheid Stand der BDA-Liste: 2025-06-30 Name: Schloss Premstätten GstNr.: .4, .5, 247/1, 247/2, 223/12, 634 Schloss Premstätten                                                                       |
| ja   | Datei hochladen | Terrasse mit Sandsteinfiguren HERIS-ID: 97537 Objekt-ID: 113344                               | bei Tobelbader Straße 30 Standort KG: Oberpremstätten | Die vier Steinfiguren sind Allegorien der Jahreszeiten und stammen aus dem Jahr 1773 von Johann Piringer. | BDA-Hist.: Q37770019 Status: Bescheid Stand der BDA-Liste: 2025-06-30 Name: Terrasse mit Sandsteinfiguren GstNr.: 247/1 Schloss Premstätten Terrasse                                                                               |
| ja   | Datei hochladen | Kath. Pfarrkirche hl. Thomas und ehem. Friedhof mit Kruzifix HERIS-ID: 51928 Objekt-ID: 57757 | Kirchweg 9 Standort KG: Unterpremstätten              | Die Kirche wurde urkundlich 1386 erwähnt. Der heutige Bau ist teilweise spätgotisch aus dem 16. Jahrhundert und teilweise barock. Spätgotisch sind der zweijochige Chor mit 3/8-Schluss und Netzrippengewölbe sowie der Turm, der allerdings eine barocke Zwiebelhaube hat. Laut Bauinschrift wurde der Chor 1549 vollendet und ist daher ein charakteristisches Beispiel für das lange Nachwirken der Gotik in den Alpenländern. Das vierjochige Langhaus stammt aus der Mitte des 18. Jahrhunderts. Die Ausstattung ist größtenteils Rokoko. Am Turm befindet sich ein Sgraffito von Toni Hafner aus dem Jahr 1970, das eine Schutzmantelmadonna zeigt.                                                                                                 | BDA-Hist.: Q1495994 Status: § 2a Stand der BDA-Liste: 2025-06-30 Name: Kath. Pfarrkirche hl. Thomas und ehem. Friedhof mit Kruzifix GstNr.: .1 St. Thomas im Walde, Unterpremstätten                                               |
| ja   | Datei hochladen | Pfarrhof mit Böschungsmauer HERIS-ID: 65831 Objekt-ID: 78700                                  | Kirchweg 11, 13 Standort KG: Unterpremstätten         | Anmerkung: Geschützt sind der Pfarrhof auf Kirchweg 11 und die Böschungsmauer über beide Adressen. | BDA-Hist.: Q38111769 Status: § 2a Stand der BDA-Liste: 2025-06-30 Name: Pfarrhof mit Böschungsmauer GstNr.: .7, 1 |
| ja   | Datei hochladen | Hügelgräber im Kaiserwald HERIS-ID: 112267 Objekt-ID: 130357                                  | Kaiserwald Standort KG: Unterpremstätten              | siehe KG Bierbaum | BDA-Hist.: Q37830223 Status: Bescheid Stand der BDA-Liste: 2025-06-30 Name: Hügelgräber im Kaiserwald GstNr.: 486/33, 486/36, 486/37, 486/40, 486/73, 486/76, 486/77, 486/80, 487/2, 487/4, 487/5, 515/2 Hügelgräber im Kaiserwald |
| ja   | Datei hochladen | Künstlicher Hügel mit Bildstock Kogelkreuz HERIS-ID: 56974 Objekt-ID: 66639                   | bei Thalerhofstraße 11 Standort KG: Unterpremstätten  | | BDA-Hist.: Q38074308 Status: Bescheid Stand der BDA-Liste: 2025-06-30 Name: Künstlicher Hügel mit Bildstock Kogelkreuz GstNr.: 422/2                                                                                               |
| BW   | Datei hochladen | Hügelgräber im Kaiserwald HERIS-ID: 60258 Objekt-ID: 72428                                    | Kaiserwald Standort KG: Zettling                      | siehe KG Bierbaum | BDA-Hist.: Q38091295 Status: Bescheid Stand der BDA-Liste: 2025-06-30 Name: Hügelgräber im Kaiserwald GstNr.: 270, 271, 272, 273, 274, 275, 277/1, 279, 280, 281, 282, 269 Hügelgräber im Kaiserwald                               |